# Estela Giménez
Estela Giménez Cid est une gymnaste rythmique espagnole, née le 29 mars 1979 à Madrid. Elle est Championne Olympique aux Jeux olympiques d'Atlanta.